# Национальная женская суфражистская ассоциация
Национа́льная же́нская суфражи́стская ассоциа́ция (англ. the National Woman Suffrage Association, аббр. NWSA) — организация, основанная 15 мая 1869 года в Нью-Йорке. Национальная женская суфражистская ассоциация была создана в ответ на раскол в Американской ассоциации по равноправию из-за политического вопроса, касающегося поддержки женским движением Пятнадцатой поправки к Конституции Соединённых Штатов. Её основательницы, Сьюзен Браунелл Энтони и Элизабет Кейди Стэнтон, решили выступить против Пятнадцатой поправки в случае, если она не включает в своём тексте утверждение об избирательном праве женщин. Мужчины могли присоединиться к данной организации в качестве членов, однако только женщины занимали руководящие должности. Национальная женская суфражистская ассоциация работала над получением женщинами избирательных прав посредством внесения поправки в федеральную конституцию США. Их конкурентки, Американская женская суфражистская ассоциация (AWSA), считали, что успеха легче достичь с помощью кампаний от штата к штату. В 1890 году Национальная женская суфражистская ассоциация (NWSA) и Американская женская суфражистская ассоциация (AWSA) объединились в единую Национальную американскую женскую суфражистскую ассоциацию (NAWSA).